# Grey Global Group
Die Grey Group ist ein weltweiter Verbund von Kommunikationsagenturen. Der Ursprung des Unternehmens sind die 1917 von Larry Valenstein gegründete Grey Studios, eine Firma für Direktmarketing (Mailings). In der Folge wuchs das Leistungsspektrum und der Name wechselte zu Grey Advertising. In den 1960er Jahren expandierte das Unternehmen zu einem globalen Netz. Der Umsatz 2003 betrug 1,3 Mrd. US-Dollar bei ca. 10.500 Angestellten. 2005 wurde Grey Teil der WPP Group.
Vorsitzender und CEO der Grey Global Group war von 1968 bis 2005 Edward H. Meyer (1927–2023), seitdem ist dies Jim Heekin.

## Firmengeschichte
Grey Studios wurde am 1. August 1917 durch den damals 18-jährigen Larry Valenstein gegründet. 1921 wurde der 17-jährige Arthur Fatt als Bürojunge eingestellt. Auf Fatts Vorschlag hin wurde ein Magazin – Furs & Fashions – aufgelegt. Der Erfolg ermöglichte es dem Unternehmen, sich auf Werbung zu spezialisieren. Fatt wurde daraufhin an der Leitung des Unternehmens beteiligt.
1925 wurde der Name in Grey Advertising Inc. geändert. Der bis heute wichtigste Kunde – Procter & Gamble – ging mit der Agentur 1956 einen Vertrag ein. Die Expansion des Unternehmens wurde fortgesetzt und 1959 eröffnete in Montreal das erste Auslandsbüro. 1965 ging Grey an die Börse. Das Unternehmen wuchs weiter, so wurde beispielsweise 1976 mit einem Schweizer Unternehmen Steinman and Grey gegründet. 1980 akquirierte Grey die Agentur Conahay & Lyon. 2000 wurde die Grey Global Group als Holding für die verschiedenen Operationen weltweit gegründet. Durch Annahme eines Übernahmeangebotes der WPP Group in Höhe von beinahe 1,4 Milliarden US-Dollar gab die Grey Global Group im Jahr 2004 die Eigenständigkeit auf. Der Jahresabschluss des Unternehmens wurde seither im Jahresabschluss der WPP Group konsolidiert.

## Grey Group Germany

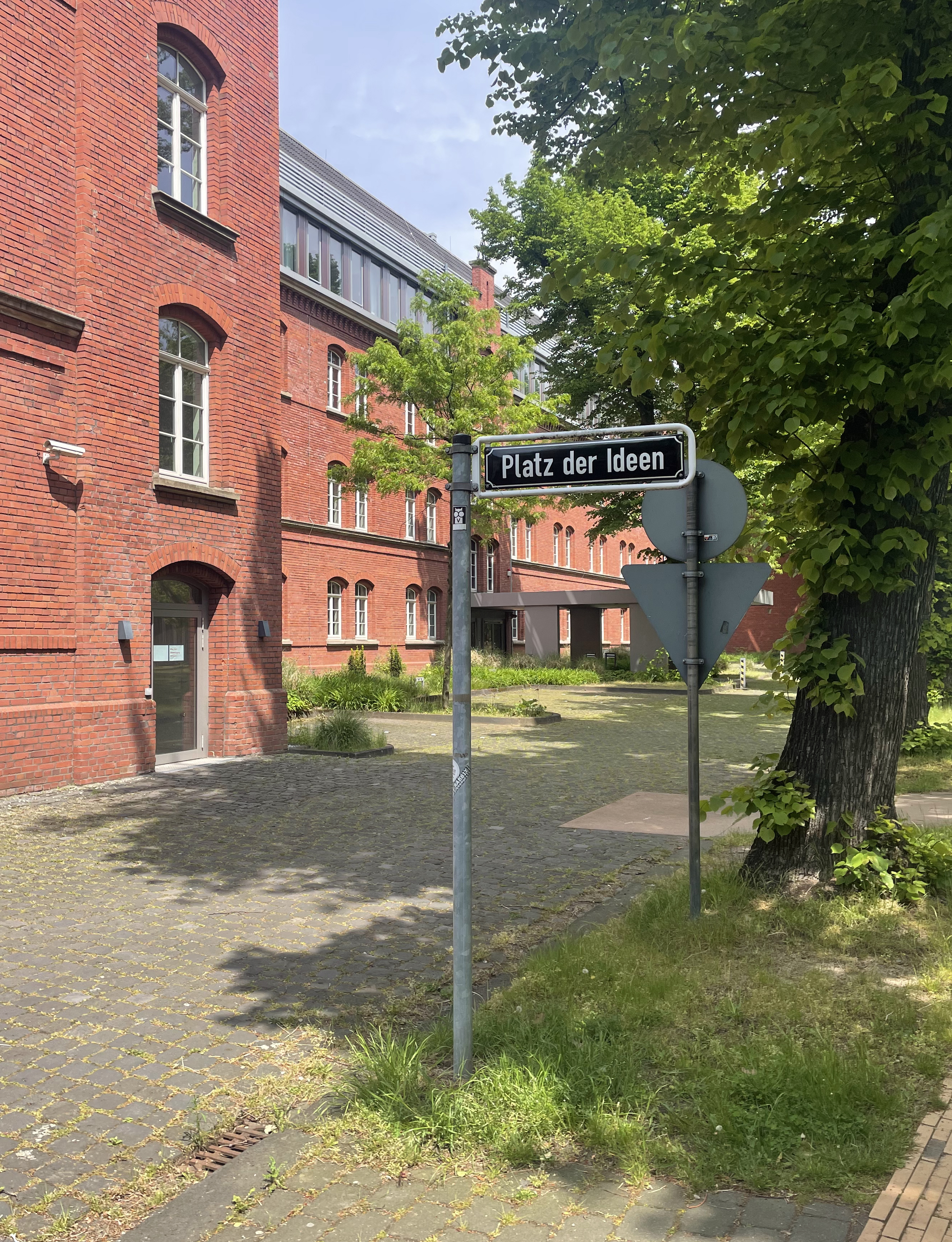
Platz der Ideen, Düsseldorf-Derendorf

Die Grey Group Germany ist der Verbund deutscher Kommunikationsdienstleister der Grey Group. Seit Sommer 2008 sind alle Düsseldorfer Agenturen der Grey Group Germany im Düsseldorfer Stadtteil Derendorf auf dem Gelände der wilhelminischen Ulanenkaserne aus dem ausgehenden 19. Jahrhundert angesiedelt. Um den zentralen Platz, dem ehemaligen Exerzierplatz und heutigem „Platz der Ideen“, fügen sich historisches Mannschaftsgebäude, Verheiratetenhaus und Latrinengebäude mit einem fünfgeschossigen Büroneubau. Eine Partneragentur befindet sich in Berlin.

### Geschichte
1953 gründete Karl-Heinz Gramm Werbe-Gramm in Düsseldorf. Startkunde waren die British American Tobacco in Hamburg mit HB für die Bruno, das HB-Männchen, ersonnen wurde. Für BMW wurde die Botschaft „Freude am Fahren“ geschaffen.
Procter & Gamble kam Anfang der 1960er nach Deutschland, gefolgt von amerikanischen Agenturen, die deutsche Partner suchten. Werbe-Gramm und Grey Advertising aus New York gingen zusammen. 1965 starb Karl-Heinz Gramm. Theo Breidenbach und Hans Christoph Kleinau übernahmen in der Folge die Leitung der Agentur. Sie gründeten ein Büro in Düsseldorf.
QVC und Brother sind einige der Kunden der heutigen Zeit.
Von 1966 bis 2006 war Bernd M. Michael in der Agentur beschäftigt, 1978 wurde er CEO und 1982 Geschäftsführender Gesellschafter. In den 1990ern wurde das Unternehmen AOL durch die von Grey konzipierte und von Boris Becker vorgetragene Frage „Bin ich schon drin“ bekannt. Das Unternehmen e-plus konnte mit dem Auftritt Franz Beckenbauers und dem Spruch „Ja ist den scho’ Weihnachten?“ Aufmerksamkeit gewinnen. Die von Grey erdachte „Punica-Oase“ erreichte einen hohen Bekanntheitsgrad. Das Unternehmen Visa konnte dank Grey einen großen Erfolg mit der Aussage „Die Freiheit nehm ich mir“ erzielen. Die Marke Odol, vorher nur als Anbieter eines Mundwassers bekannt, stieg durch Grey zur größten Dachmarke für Mundpflege auf.

### Auszeichnungen
Die Agenturen der Grey Group Germany gewannen zahlreiche Preise, darunter Euro Effie, Cannes Lion, ADC Deutschland, New York Festivals International, One Show Clio, Comprix, CREA Award, Deutscher POS Marketing Award, Die Klappe, Deutscher Designpreis, Red Dot Award, LIA Awards, Cresta, Eurobest.